# Ринконете и Кортадильо
«Ринконете и Кортадильо» (исп. Rinconete y Cortadillo) — новелла испанского писателя Мигеля де Сервантеса, опубликованная в 1613 году в составе сборника «Назидательные новеллы». Существуют две редакции текста, более короткая и более пространная, и литературоведы выдвигают разные гипотезы о том, какая редакция была создана раньше, все ли различия связаны с волей автора или имели место ещё и ошибки переписчиков, был ли Сервантес автором или только редактором.
Явные источники сюжета новеллы исследователями не прослеживаются (гипотеза о связи «Ринконете и Кортадильо» с «Декамероном» Боккаччо и «Потехами» Джироламо Парабоско не нашла широкой поддержки). Заметно сходство с интермедией Сервантеса «Вдовый мошенник, именуемый Трампагос», которое может объясняться по-разному.
Повесть о Ринконете и Кортадильо впервые упоминается в первом томе «Дон Кихота»: её рукопись друзья главного героя находят в сундуке, забытом на постоялом дворе, но не читают (в отличие от «Повести о безрассудно-любопытном»).